# 山王町 (弘前市)
山王町（さんのうちょう）は、青森県弘前市の地名。郵便番号は036-8341。2017年6月1日現在の人口は532人、世帯数は289世帯。

## 地理
土淵川沿い西側、田茂木町裏手に位置し、市営団地を擁する住宅地。北は田茂木町、河川をはさんで東は北横町、東南は和徳町、南から西にかけて笹森町に接する。

## 沿革
- 1985年（昭和60年） - 当時田茂木町の南部であった山王地区が急速に宅地化し、独立。山王町となる。

## 施設

### 医療
- おおつ医院
- おおつ歯科クリニック

### 公共
- 山王団地集会所

## 小・中学校の学区
市立小・中学校に通う場合、学区は以下の通りとなる。
| 大字   | 番・番地 | 小学校             | 中学校             |
| ------ | -------- | ------------------ | ------------------ |
| 山王町 | 全域     | 弘前市立時敏小学校 | 弘前市立第一中学校 |

## 交通
- 弘南バス
  - 田茂木町（藤代営業所 - 田茂木町経由 - 弘前駅線）停留所。
    - 朝の復路1本のみ。

  - 健生病院前（弘前バスターミナル - 神田線、小栗山 - 清原・安原 - 神田線）停留所。